# 大山津見
大山津見神（オオヤマツミノカミ）為《古事記》之記載，《日本書紀》裡則寫成大山祇神，祂是日本神話中的山神，別名有大山積神、和多志大神（ワダシノオオカミ）、酒解神（サケトケノカミ）、大山祇御祖命等。

## 概要

### 日本書紀之記載
按《日本書紀》卷第一神代上的記錄，第七種說法提及伊奘諾尊拔劍斬殺軻遇突智成三段：一段為雷神、一段為大山祇神、一段為高龗。而第八種說法則謂伊奘諾尊斬軻遇突智命爲五段，各化為五山祇：頭部化為大山祇、身體化為中山祇、手部化為麓山祇、腰肢化為正勝山祇、足部化為鵪山祇。
天孫天津彥彥火瓊瓊杵尊到達吾田國（今南薩摩市）長屋笠狹之碕時，遇到一名自號事勝國勝長狹之人，此人請天孫在該地任意遊之，又遇到一美人名喚鹿葦津姬（亦名神吾田津姬、木花之開耶姬）。天孫得知此美人乃大山祇神之女，故臨幸之，而一夜有妊娠。瓊瓊杵尊不相信鹿葦津姬一夜之間便有身孕，質疑祂與他人私通，後者忿恨之下自築一無戶室，並入居其內。祂發誓說：「如果我所生不是祢的胎兒則難產，若是祢的胎兒則火不能害。」遂放火燒室，頭一個產下火闌降命，為隼人之始祖；次生彥火火出見尊；再生火明命，乃尾張連始祖。
次段第二種說法則謂天津彥火瓊瓊杵尊自頓丘覓國行去，於浮渚立一宮殿，在海濱見一美人，得知是大山祇神之女，名曰神吾田鹿葦津姬、木花開耶姬，而其姊為磐長姬。天孫愛慕神吾田鹿葦津姬，向大山祇神徵詢其意；後者乃使二女持百機飲食奉進。不過瓊瓊杵尊嫌棄磐長姬之長相醜陋，只有臨幸鹿葦津姬，而一夜有身。磐長姬憤懣地詛咒說：「如果天孫不排斥我，生兒永壽，有如磐石之常存；但是天孫只喜歡我妹妹，生下的胎兒必如木花般驟逝。」另一說為磐長姬恥恨啜泣著說：「蒼生就像木花般脆弱易逝」。
第五種說法提到天孫臨幸大山祇神之女吾田鹿葦津姬，一夜有身，遂生四子。吾田鹿葦津姬抱著四子晉見天孫，卻遭質疑與人私通，否則為何一夜有身孕。憤怒的吾田鹿葦津姬做無戶室，入居其內並發誓說：「我所生若是天孫的兒子則平安，若不是則亡。」遂放火燒屋，火燒剛開始時有一子說：「吾乃天神之子，名火明命，吾父在何處？」；火勢旺盛時另一子開口：「吾乃天神之子，名火進命，吾父及兄在何處？」；火勢衰退時又一子出聲：「吾是天神之子，名火折尊，吾父及兄等在何處？」；避火熱時最後一子說：「吾是天神之子，名彥火火出見尊，吾父及兄等在何處？」最後吾田鹿葦津姬自灰燼中走出來，說道：「妾與所生之四子在火炎中沒有受傷，天孫看到了嗎？」復對四子曰：「我知道你們都是我的孩子，可是一夜有身而遭受懷疑。為了讓眾人知道你們是天神讓我一夜有身而產下的孩子，且你們有靈異之威、超倫之氣，我才會發下那些誓言啊！」。
第六種說法提及天孫天國饒石彥火瓊瓊杵尊降至葦原中國，到吾田國笠狹之御碕，遂登長屋之竹島。遇到事勝國勝長狹時詢問：「在浪花上的八尋殿裡，有位手玉玲瓏、正在織布的少女是誰？」長狹回答是大山祇神之女，年長者名磐長姬，年幼者名木花開耶姬，亦號豐吾田津姬。天孫因而臨幸豐吾田津姬，一夜有身，引起天孫懷疑。豐吾田津姬遂生火酢芹命、火折尊（亦號彥火火出見尊）等二子，並發誓這是天孫之後嗣。
第八種說法則謂正哉吾勝勝速日天忍穗耳尊娶高皇產靈尊之女天萬栲幡千幡姬爲妃，生兒號天照國照彥火明命，是尾張連等遠祖；次生天饒石國饒石天津彥火瓊瓊杵尊，此神娶'大山祇神之女木花開耶姬命爲妃，後生二兒火酢芹命、彥火火出見尊等。

### 古事記之記載
根據《古事記》上卷的記載，伊邪那岐命和伊邪那美命生下風神志那都比古後，又生下了木神久久能智；隨後出生的是山神大山津見和野神鹿屋野比賣神（亦名謂野椎神）。次段則提到，大山津見及鹿屋野比賣神之間產下四組子神：天之狹土神與國之狹土神、天之狹霧神與國之狹霧神、天之闇戶神與國之闇戶神、大戶惑子神與大戶惑女神等。
接下來伊邪那岐命以所配之十拳劍斬殺火神迦具土，其血液從劍上落到岩石上。其中由十拳劍劍鋒落下的血生成石拆神、根拆神和石筒之男神；劍身落下的血生成甕速日神、樋速日神和建御雷之男神（亦名建布都神、豐布都神）；劍柄落下的血生成闇淤加美神和闇御津羽神。而迦具土的屍體亦化為眾多山神：頭化為正鹿山津見神，胸部化為淤縢山津見神，腹部化為奧山津見神，陽具化為闇山津見神，左手化為志藝山津見神，右手化為羽山津見神，左腳化為原山津見神，右腳化為戶山津見神。
建速須佐之男命被高天原八百萬眾神放逐後，下降至出雲國肥河上游，見到大山津見神之子足名椎、其妻手名椎、其女櫛名田比賣等三人相擁而泣。問明原委，才知此對夫婦原有八個女兒，但高志之八岐大蛇年年來犯，每年吃掉一個女兒，只剩一個櫛名田比賣而已。後來建速須佐之男命娶櫛名田比賣為妻，生下八島士奴美神；接著又娶大山津見神之女神大市比賣，生下大年神，又生宇迦之御魂神。
降臨葦原中國的天孫天津日高日子番能邇邇藝能命在笠紗御前遇見一美女，問明後得知乃'大山津見神之女神阿多都比賣（亦名木花之佐久夜毘賣），且姊神為石長比賣。邇邇藝能命表達了欲娶木花之佐久夜毘賣的想法，後者表示應詢問其父的意見。大山津見神很高興，送上姊姊石長比賣手持百具餔食之物，但邇邇藝能命見到面相醜惡的石長比賣，將之退還，並與妹妹木花之佐久夜毘賣睡了一夜。大山津見神見到大女兒被退回而感到恥辱，並說道：「我所以一起送上兩個姊妹，是因為石長比賣能使天神御子的壽命雖經風吹雨淋，仍像石頭一樣永固不移。木花之佐久夜姬者，如木花（即櫻花）之繁盛，故立誓奉獻二女。如今天神御子選擇送還石長比賣、獨留木花之佐久夜毘賣，木花雖然開得美麗繁榮，卻稍縱即逝，那麼天神御子的壽命便有如木花般脆弱。」因此到現在為止，一般天皇的壽命都不長。
後來木花之佐久夜毘賣向邇邇藝能命說：「我懷孕了，現在即將臨盆。由於肚子裡是天神的御子，不得私產，故前來詢問您的意見。」後者卻回答：「一個晚上便懷孕有身，這應該不是我的種，而是其他國神的吧！」前者接著說：「我所懷的胎兒假如是國神之子，一定會難產，若是您的兒子則順產。」因此木花之佐久夜毘賣做了一座沒有門戶的八尋殿，走入其內並以黏土封閉。臨盆之際以火燃燒此殿，正當烈火熊熊燃燒時產下之子，名曰火照命（ほのてらす の みこと/ほのてる の みこと/ほのてり の みこと），為隼人阿多君之祖；次生火須勢理命（ほのすせり の みこと）；復生火遠理命（ほをり の みこと），又名天津日高日子穗穗手見命。

## 解說
關於神名裡的「津（ツ）」是「之」的意思，「見（ミ）」是「神靈」的意思，故意為「偉大的山神」。此外別名「和多志大神」的「和多（ワタ）」在上古日語裡意指大海，所以大山津見神也掌管海洋。
大山津見之女木花開耶姬嫁給天津彥彥火瓊瓊杵尊，並生下了火折尊和火闌降命。相傳火折尊的出生令大山津見十分高興，釀造了天甜酒奉獻給八百萬諸神，因此大山津見被日本人奉為酒神和酒解神。此外，祂也是日本的軍神之一。

## 信仰
在日本主祭大山津見的神社除三島神社、山祇神社外，主要計有下列：
- 大山祇神社（愛媛縣今治市）：全國三島神社、山祇神社之總本社。
- 大山阿夫利神社（神奈川縣伊勢原市）
- 梅宮大社（京都府京都市）
- 三嶋大社（靜岡縣三島市）

## 內部連結
- 酒神
- 山神
- 戰神
- 海神

## 外部連結
- （日語）大山祗神（页面存档备份，存于）